# الإسقاط والتقاطع
عمليات الإسقاط والتقاطع (بالإيطالية: operazione di proiezione e sezione) هي من أسس الهندسة الوصفية التي تستعمل الرسم لحل المشاكل الفراغية في نفس السطح. إذا عينا نقطتين «م» و«ج» وسطح «ألفا»، عملية الإسقاط هي أن نمرر الخط «ر» بين النقطين «م» و«ج»، أما عملية التقاطع فهي أن نقاطع الخط «ر» مع السطح «ألفا» وبهذا تسمى نقطة التقاطع صورة أو مسقط «ج» على «ألفا» من مركز الإسقاط «م».
مركز الإسقاط م يمكن أن يكون نقطة حقيقية، في هذه الحالة الإسقاط يسمى: "اسقاط مركزي"، بينما يسمى: اسقاط متوازي عندما يكون المركز م نقطة لا نهائية.

## عمليات الإسقاط
- إسقاط نقطة على خط

إسقاط نقطة على خط وإسقاط نقطة على مستوى

إسقاط نقطة P على خط مستقيم r من مركز إسقاط O، يعني تمرير خط بالنقط P وO وايجاد ’P كنقطة تقاطع مع r.
- إسقاط نقطة على مستوى

إسقاط نقطة P على سطح مستوي β من مركز إسقاط O، يعني تمرير خط بالنقط P وO وايجاد ’P كنقطة تقاطع مع β.

## عمليات التقاطع
- تقاطع خطين

تقاطع خطين r وs يعني إيجاد نقطة نقاطعهما التي يمكن ان تكون لانهائية في حالة التوازي بينهما
- تقاطع خط مع سطح

تقاطع خط r مع سطح β يعني إيجاد النقطة R المشتركة بينهما
ألنقطة R تسمى أثر r على السطح β. أما إذا كانت r موازية للسطح β، فإن اثر r يكون نقطة لانهائية.

### فيطريقة مونج
- نقاط تقاطع خط r ومستويي الأسقاط π1 وπ2, تسمى بالتوالي، الأثر الأول (T'r) والأثر الثاني (T"r) للخط r
- خطوط تقاطع مستوى α ومستويي الأسقاط π1 وπ2, تسمى بالتوالي، الأثر الأول (t'α) والأثر الثاني (t"α) للمستوى الفا.